# Scolopia buxifolia
Scolopia buxifolia là một loài thực vật có hoa trong họ Liễu. Loài này được Gagnep. miêu tả khoa học đầu tiên năm 1908.